# يوجين د. كوهن
يوجين د. كوهن (بالإنجليزية: Eugene D. Cohen) هو محامي أمريكي، ولد في 5 أغسطس 1946.